# Bobby Inman
Bobby Ray Inman (ur. 4 kwietnia 1931 w Rhonesboro w stanie Teksas) – admirał US Navy oraz funkcjonariusz amerykańskich służb specjalnych, w strukturach których zajmował w swojej długiej karierze wysokie stanowiska dowódcze. Był m.in. dyrektorem Biura Wywiadu Marynarki Wojennej, Agencji Bezpieczeństwa Narodowego (NSA) oraz zastępcą dyrektora Centrali Wywiadu (CIA).

## Życiorys
Urodził się w miejscowości Rhonesboro w Teksasie. Tuż po ukończeniu studiów na University of Texas w 1951, wstąpił do United States Navy Reserve. W 1952 został powołany do US Navy, otrzymując stopień podporucznika. Początkowo pełnił służbę liniową, a następnie jako specjalista w dziedzinie wywiadu. W 1971 ukończył Naval War College. W październiku 1974, już jako komandor US Navy, został mianowany dyrektorem Biura Wywiadu Marynarki Wojennej. W lipcu 1972 został awansowany do stopnia kontradmirała. W 1976 został zastępcą generała Lew Allena, ówczesnego dyrektora Agencji Bezpieczeństwa Narodowego, a po jego odejściu w 1977 – dyrektorem. Pełnił tę funkcję do lutego 1981, wówczas już z pełną rangą admiralską (był pierwszym oficerem wywiadu Marynarki Wojennej awansowanym do tego stopnia), otrzymał stanowisko zastępcy dyrektora Centrali Wywiadu, na którym pozostał do chwili przejścia w stan spoczynku, co nastąpiło w lipcu 1982. Jego odejście z wywiadu przypisywano zatargom osobistym z ówczesnym DCI Williamem Caseyem. Po odejściu z funkcji zastępcy DCI przez krótki czas był doradcą zdominowanej przez demokratów Komisji ds. Wywiadu Izby Reprezentantów. Z funkcji tej zrezygnował, zarzucając komisji stronniczość polityczną, i poświęcił się działalności biznesowej.
16 grudnia 1993 prezydent Stanów Zjednoczonych Bill Clinton poinformował o zamiarze mianowania go sekretarzem obrony, lecz Inman na początku 1994 wycofał publicznie swoją kandydaturę ze względu na rozpętaną przeciwko niemu kampanię prasową.

## Odznaczenia
- Navy Distinguished Service Medal
- Defense Superior Service Medal
- Legia Zasługi
- Meritorious Service Medal
- Medal Pochwalny Połączonych Sił Zbrojnych
- Navy Unit Commendation
- Navy Meritorious Unit Commendation
- Medal Okupacyjny Marynarki Wojennej
- National Defense Service Medal
- Korean Service Medal – pięciokrotnie
- Vietnam Service Medal – trzykrotnie
- Order Zasługi dla Bezpieczeństwa Narodowego – Gukseon (Korea Południowa)
- Korean Presidential Unit Citation (Korea Południowa)
- United Nations Korea Medal (ONZ)
- Order Marynarki Wojennej za Wybitną Służbę II klasy (Wietnam Południowy)
- Gallantry Cross Unit Citation (Wietnam Południowy)
- Vietnam Campaign Medal (Wietnam Południowy)